# Horst Tietz
Horst Tietz (* 11. März 1921 in Hamburg; † 28. Januar 2012 in Hannover) war ein deutscher Mathematiker und Lehrstuhlinhaber, der vor allem auf dem Gebiet der Funktionentheorie arbeitete.

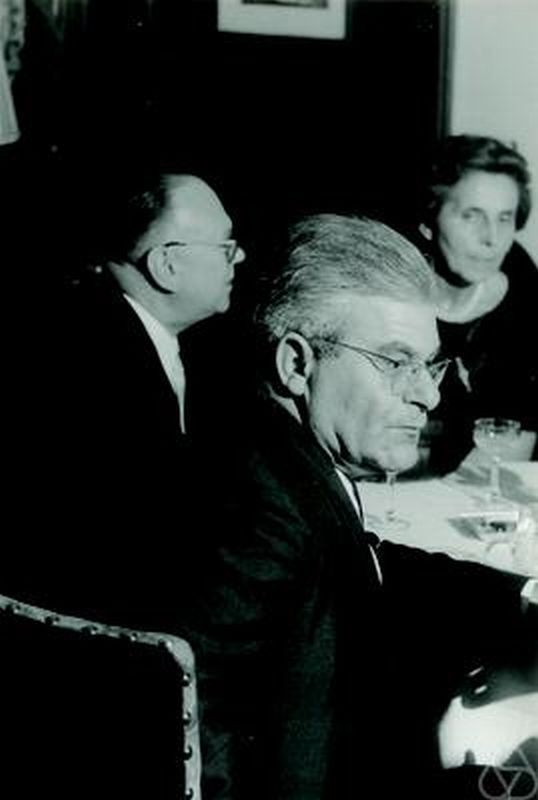
Horst Tietz, 1967 in Münster

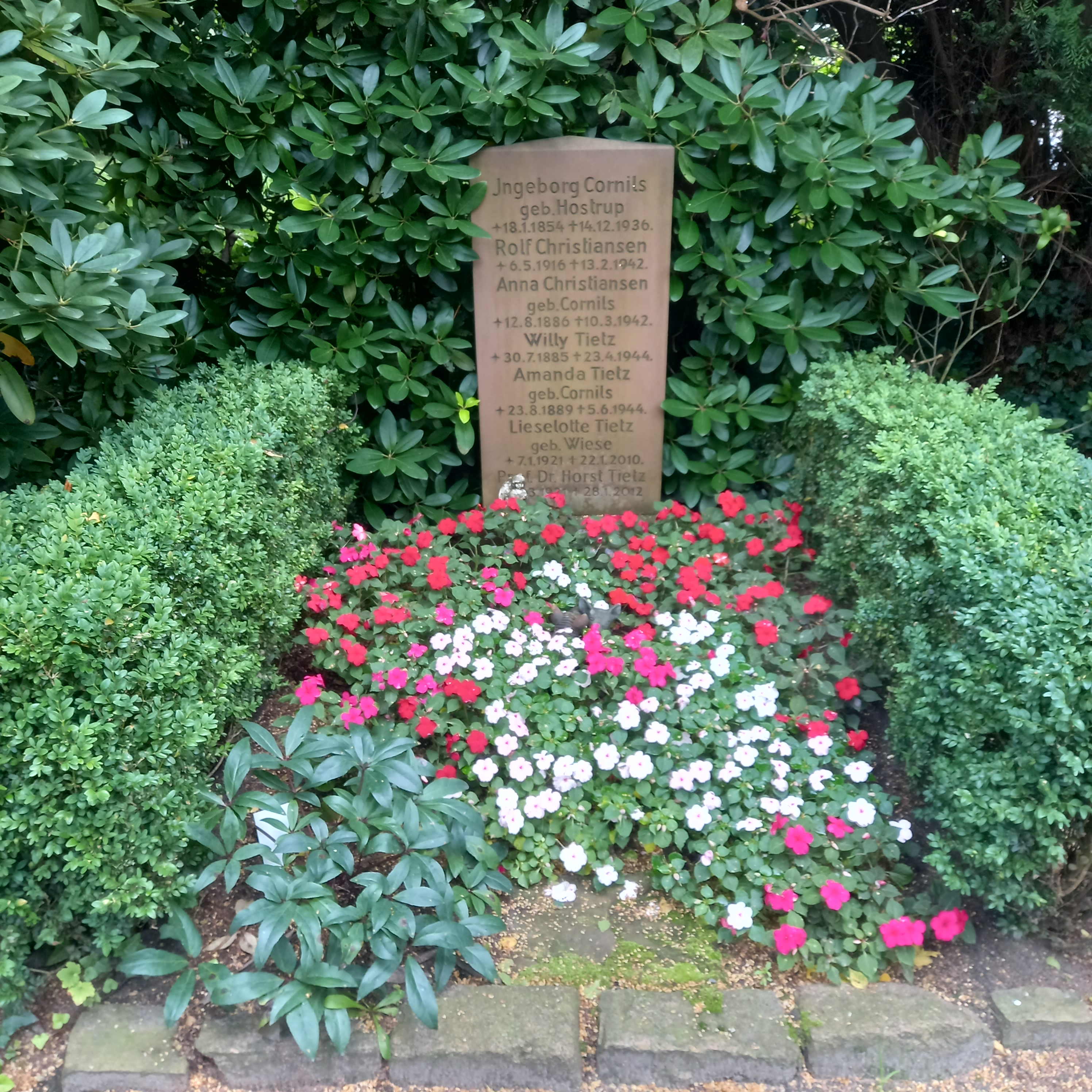
Das Grab von Horst Tietz im Familiengrab auf dem Nienstedtener Friedhof in Hamburg

## Leben
Horst Tietz, Sohn von Amanda Tietz, geborene Cornils, und ihrem Mann, dem Kaufmann Willy Tietz, studierte zunächst in Hamburg ab 1939 oder 1940 Chemie, allerdings nur um freigestellt zu werden. Ansonsten belegte er Mathematikvorlesungen bei Hans Zassenhaus und Erich Hecke. Tietz war evangelisch. Da er jüdische Vorfahren hatte, musste er sein Studium unterbrechen und wurde sogar mit seinen Eltern interniert. Nur er überlebte im KZ Buchenwald. Seine Familie hatte einen gutgehenden Holzhandel, der von den Nationalsozialisten konfisziert wurde.
Nach dem Krieg nahm er 1945 sein Studium (Mathematik und Physik) in Marburg unter anderem bei Herbert Grötzsch wieder auf, schloss dieses 1947 ab und wurde 1950 mit einer Arbeit über Faberentwicklungen auf geschlossenen Riemannschen Flächen zum Doktor der Philosophie promoviert. Die Funktionentheorie und Theorie Riemannscher Flächen blieb auch weiterhin sein Spezialgebiet. 1948 heiratete er Lieselotte Wiese. Aus der Ehe gingen die zwei Töchter Anna-Cornelia und Ingeborg hervor. Von 1948 bis 1951 war er an der Universität Marburg Hilfsassistent des Physikers und Pioniers der Quantenchemie Erich Hückel, ab 1951 Assistent an der TH Braunschweig. Nach seiner Habilitation in Braunschweig, wo er 1956 Privatdozent war, ging er 1956 als Dozent an die Universität Münster, wo Heinrich Behnke eine Schule der Funktionentheorie aufgebaut hatte. In Münster wurde er 1961 außerplanmäßiger Professor.
An der TH bzw. TU Hannover wurde er 1962 außerordentlicher Professor Von 1966 bis zu seiner Emeritierung 1989 war er ordentlicher Professor für Mathematik an der Universität Hannover, wo er auch zeitweise Dekan des Fachbereichs war, und lebte in Garbsen. Er setzte sich sehr für den Studentenaustausch mit Frankreich ein (1973 erhielt er den Orden der Légion d’Honneur als Chevalier), schrieb mehrere Lehrbücher der Mathematik speziell für Ingenieure und Naturwissenschaftler und trug auch im Sinne der Behnke-Schule zur Popularisierung der Mathematik bei.
Seit 1976 war er ordentliches Mitglied (ab 2002 korrespondierendes Mitglied) der Braunschweigischen Wissenschaftlichen Gesellschaft.

## Veröffentlichungen (Auswahl)
- Geometrie. In: Siegfried Flügge (Hrsg.): Handbuch der Physik. Mathematische Methoden. Springer, 1957.
- Lineare Geometrie. Lehrbuch Aschendorff, Münster 1967; 2. Auflage: Vandenhoeck und Ruprecht, Göttingen 1973.
- mit Heinrich Behnke, Reinhold Remmert, Hans-Georg Steiner: Herausgabe und Beiträge zum Fischer-Lexikon Mathematik. 2 Bände. 1973.
- Einführung in die Mathematik für Ingenieure. Lehrbuch. 2 Bände. Vandenhoeck und Ruprecht, Göttingen 1979–1980.
- Student vor 50 Jahren. In: Mitteilungen der Deutschen Mathematiker-Vereinigung. 1996 Nr. 3, S. 39–42.
- German History Experienced: My Studies, My Teachers. In: The Mathematical Intelligencer. Band 22 Nr. 1, 2000, S. 12–20. (englisch).